# .bh
.bh е интернет домейн от първо ниво за Бахрейн. Администрира се от BATELCO.

## Домейни от второ ниво
- com.bh
- info.bh
- cc.bh
- edu.bh:
- biz.bh
- net.bh
- org.bh
- gov.bh